# Икалуит
Икалуит (на английски: Iqaluit; на инуктитут: ᐃᖃᓗᐃᑦ/iqa:luit; букв. „Рибно място“), по-рано Фробишър Бей (Frobisher Bay) е град в Канада, столицата на територия Нунавут (Nunavut).

## География
Градът е разположен в югоизточната част на остров Бафинова земя, на брега на Северния ледовит океан между залива Фробишър и планината Еверет, в зоната на вечния мраз. Местните жители често преминават през зимата по леда на полуостров Лабрадор в материковата част на Канада през Хъдсъновия пролив (около 100 километра).
Поради студеното Лабрадорско течение климатът е субарктичен, много суров. Зимата е дълга и мразовита, лятото е кратко и прохладно. Районът е сред най-влажните места на Канадския арктичен архипелаг. През лятото падат повечето валежи, а през зимата са най-силните ветрове – до 130 km/h.
Има население от 6699 души по данни от преброяването през 2011 година. От тях ескимосите са 58,1 %.

## История
Английският изследовател Мартин Фробишър открива през 1576 година залива, на чийто бряг е разположен днес Икалуит. Макар че е посещаван от ескимоси (ловци и риболовци), дълго време районът не е колонизаран заради суровия климат.
През 1942 година, в разгара на Битката за Атлантика (1939 – 1945), е основана американската авиобаза Фробишър Бей. Компанията на Хъдсъновия залив (най-старата компания в Северна Америка), привлечена от инфраструктурата, създадена от военните, открива (1949) регионален клон. Американските авиатори напускат през 1963 г.
От 1 януари 1987 година наименованието на селището официално е изменено от Фробишър Бей на Икалуит. Чрез референдум в новосъздадената административна територия Нунавут за нейна столица е избран Икалуит, считано от 1 април 1999 г. Селището има статут на град от 1 април 2001 г.